# Sonic the Hedgehog: Pocket Adventure
Sonic The Hedgehog: Pocket Adventure (ソニックザヘッジホッグ：ポケットアドベンチャー, Sonikku za hejjihoggu: Poketto adobenchā) é um jogo de plataforma desenvolvido pela SNK e publicado pela Sega para o Neo Geo Pocket Color em 1999. O jogo é baseado em Sonic the Hedgehog 2 e Sonic & Knuckles para o Mega Drive, com alguns extras como Time Attack, multijogador e Puzzle. Todos os chefes são derrotados por 8 golpes. Yuji Naka da Sega e o resto do Sonic Team supervisionaram a produção.

## Jogabilidade
Sonic é o único personagem jogável deste game. Alguns emuladores possuem um código que permite jogar com o Tails, mas isso não ocorre no jogo. Sonic possui apenas as habilidades de Sonic 2:
- Salto: quando o Sonic pula, ele vira uma bolinha, que devasta com tudo que há pela frente! Basta pressionar A ou B.
- Giro Supersônico: quando o personagem estiver com velocidade, aperte para baixo e ele fará essa habilidade, com a qual ganha velocidade e destrói inimigos facilmente.
- SpinDash: segure para baixo, e com ele segurado, aperte A ou B. Quanto mais você apertar esses botões, maior impulso vai conseguir. Com essa habilidade você consegue muito mais velocidade, para fazer subidas e acertar inimigos.

Sonic Pocket Adventure é um game de qualidade. Não irá desagradar os fãs mais tradicionais, nem os fãs mais modernos. Isso porque o jogo é uma perfeita transição entre duas eras do Sonic: o Sonic antes-Adventure e o Sonic pós-Adventure. O jogo traz todos os elementos clássicos do Mega Drive, com novos elementos e novas formas de construção de fases, com novos caminhos, novos itens, e mais diversidade de chefe.

## Recepção
IGN deu ao jogo um 10/10 pontos, dizendo ser excelente. Gamespot deu ao jogo um 8,3 de 10, elogiando os gráficos de jogos, som e jogabilidade, mas criticando pelo jogo ser curto.
A Computer and Video Games deu ao jogo uma nota perfeita de cinco estrelas.